# La Virgen (estación)
La Virgen es una estación del Tren Ligero de la Ciudad de México de tipo superficial. Su nombre proviene de la cercana Calzada de La Virgen que comienza cerca de la estación. El logo representa la imagen estilizada del rostro de la Virgen de Guadalupe.

## Rehabilitación y Mantenimiento Mayor
La estación se encontraba fuera de servicio desde el 1 de julio de 2019, debido a que se realizó una rehabilitación mayor del sistema, ya que se hizo el cambio de vías que han permanecido desde a mediados de la década de 1890, cuando eran usados para la extinta ruta de tranviás que recorrían lo que hoy es el Tren Ligero. Las obras culminaron el día 31 de diciembre de 2019.